# 採取
| ウィキペディアには「採取」という見出しの百科事典記事はありません（タイトルに「採取」を含むページの一覧/「採取」で始まるページの一覧）。 代わりにウィクショナリーのページ「採取」が役に立つかもしれません。 |